# Сциталина
Сциталина (лат. Scytalina cerdale) — вид морских лучепёрых рыб из отряда скорпенообразных, единственный в роде сциталин (Scytalina) и семействе сциталиновых (Scytalinidae).
Встречаются в прибрежных водах тихоокеанской части Северной Америки (от Аляски до Калифорнии). Длина до 15 см. Имеют 69—71 позвонков. Спинной и анальный плавники расположены в задней части тела и слиты с хвостовым плавником. Боковая линия, чешуя и брюшные плавники отсутствуют. Грудные плавники очень маленькие и мягкие, с 8 лучами.